# ماغازين زي الشهرية

مجلة ماغازين زي الشهرية سنة 2009م

ماغازين زي الشهرية (باليابانية: 月刊マガジンZ) ، هي مجلة شهرية يابانية حول القصص المصورة، أصدرت في شهر يونيو سنة 1999م وتوقف الإصدارات في شهر يناير سنة 2009م.

## وصلات خارجية
- Official Magazine Z Website (باليابانية)
- ماغازين زي الشهرية على موقع ANN company (الإنجليزية)